# Artabotrys nicobarianus
Artabotrys nicobarianus D.Das – gatunek rośliny z rodziny flaszowcowatych (Annonaceae Juss.). Występuje endemicznie na indyjskich wyspach Nikobarach. 

## Morfologia
PokrójZimozielony krzew o pnących pędach.
LiścieMają eliptyczny kształt. Mierzą 10–13,5 cm długości oraz 4–5,5 cm szerokości. Nasada liścia jest klinowa. Wierzchołek jest ogoniasty. Ogonek liściowy jest nagi i dorasta do 5 mm długości.
KwiatyZebrane w pęczkach. Rozwijają się w kątach pędów. Działki kielicha mają owalny kształt i dorastają do 4 mm długości, są owłosione. Płatki mają równowąsko lancetowaty kształt, osiągają do 15 mm długości, są omszone. Kwiaty mają kilka owłosionych słupków o jajowatym kształcie i długości 5 mm.

## Biologia i ekologia
Kwitnie od marca do kwietnia.